# Berlioz Point
Der Berlioz Point (in Chile Punta Muratto) ist eine verschneite Landspitze an der Südküste der Beethoven-Halbinsel der westantarktischen Alexander-I.-Insel. Es markiert nordwestlich die Einfahrt von der Ronne Entrance in das Bach Inlet sowie die östliche Begrenzung der Einfahrt zur Couperin Bay.
Den Südteil der Alexander-I.-Insel kartierten in grober Ausführung  Teilnehmer der United States Antarctic Service Expedition (1939–1941). In dem dabei angefertigten Kartenmaterial ist dieses Kap nicht verzeichnet. Der britische Geograph Derek Searle vom Falkland Islands Dependencies Survey kartierte den Berlioz Point im Jahr 1960 anhand von Luftaufnahmen der US-amerikanischen Ronne Antarctic Research Expedition (1947–1948). Das UK Antarctic Place-Names Committee benannte ihn nach dem französischen Komponisten Hector Berlioz (1803–1869). Namensgeber der chilenischen Benennung ist Jorge Muratto, Teilnehmer an einer hydrografischen Expedition nach Robert Island im Jahr 1949.